# 情網蛹筆螺
情網蛹筆螺（学名：Costellaria obeliscus）为蛹筆螺科蛹筆螺屬下的一个种。